# Bucecea - Bălțile Siretului
Bucecea - Bălțile Siretului este o arie protejată de intres național ce corespunde categoriei a IV-a IUCN (rezervație naturală de tip botanic), situată în județul Botoșani, pe teritoriul administrativ al orașului Bucecea.

## Descriere
Rezervația naturală cu o suprafață de 2 hectare, declarată prin Legea Nr. 5 din 6 martie 2000(privind aprobarea Planului de amenajare a teritoriului național - Secțiunea a III-a - zone protejate), se află în partea sud-vestică a satului Călinești, și reprezintă o zonă umedă ce adăpostește și protejază  specii floristice rare.

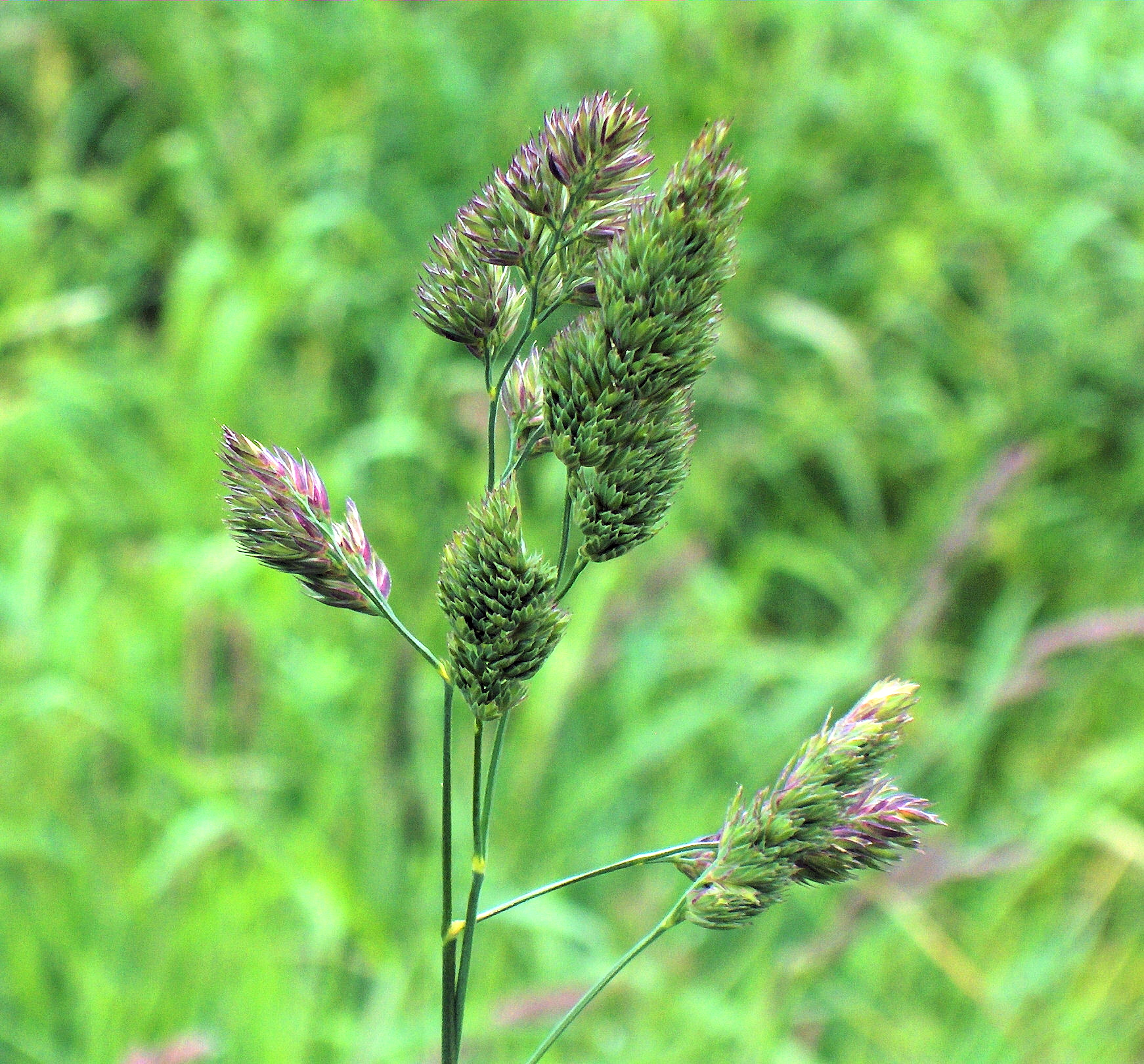
Golomăţ (Dactylis glomerata)

## Floră
Vegetația ierboasă este constituită mai multe specii floristice, printre care: golomăț (Dactylis glomerata), firuță (Poa pratensis), specia de pir Agropyron bulbosum, iarba-câmpului (Agrostis stolonifera), pipirig (Juncus efussus), coada-vulpii (Alopecurus pratensis) sau cimbrișor (Thymus serpyllum).

## Galerie foto

### Specii floristice

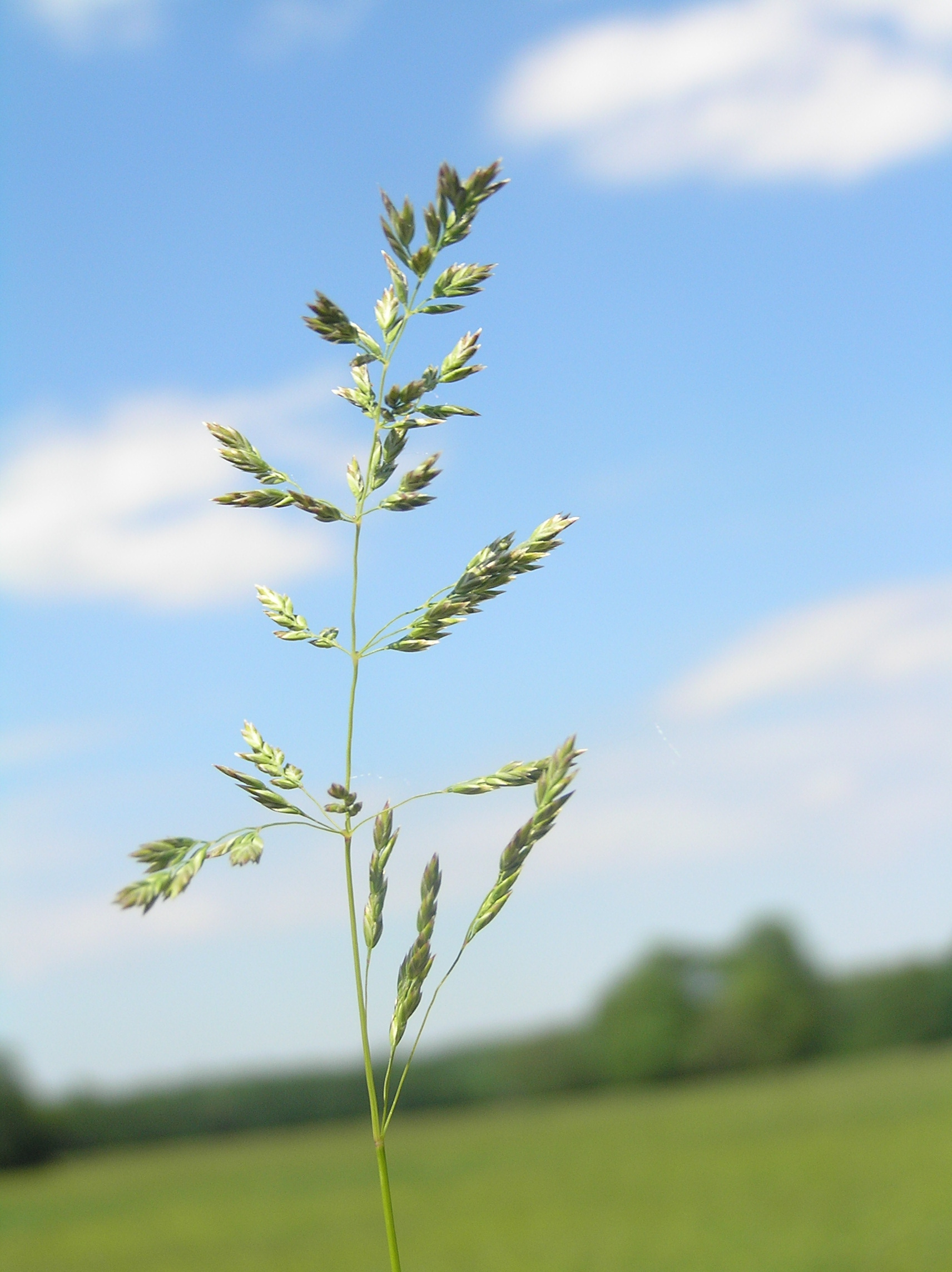
Firuţă (Poa pratensis)
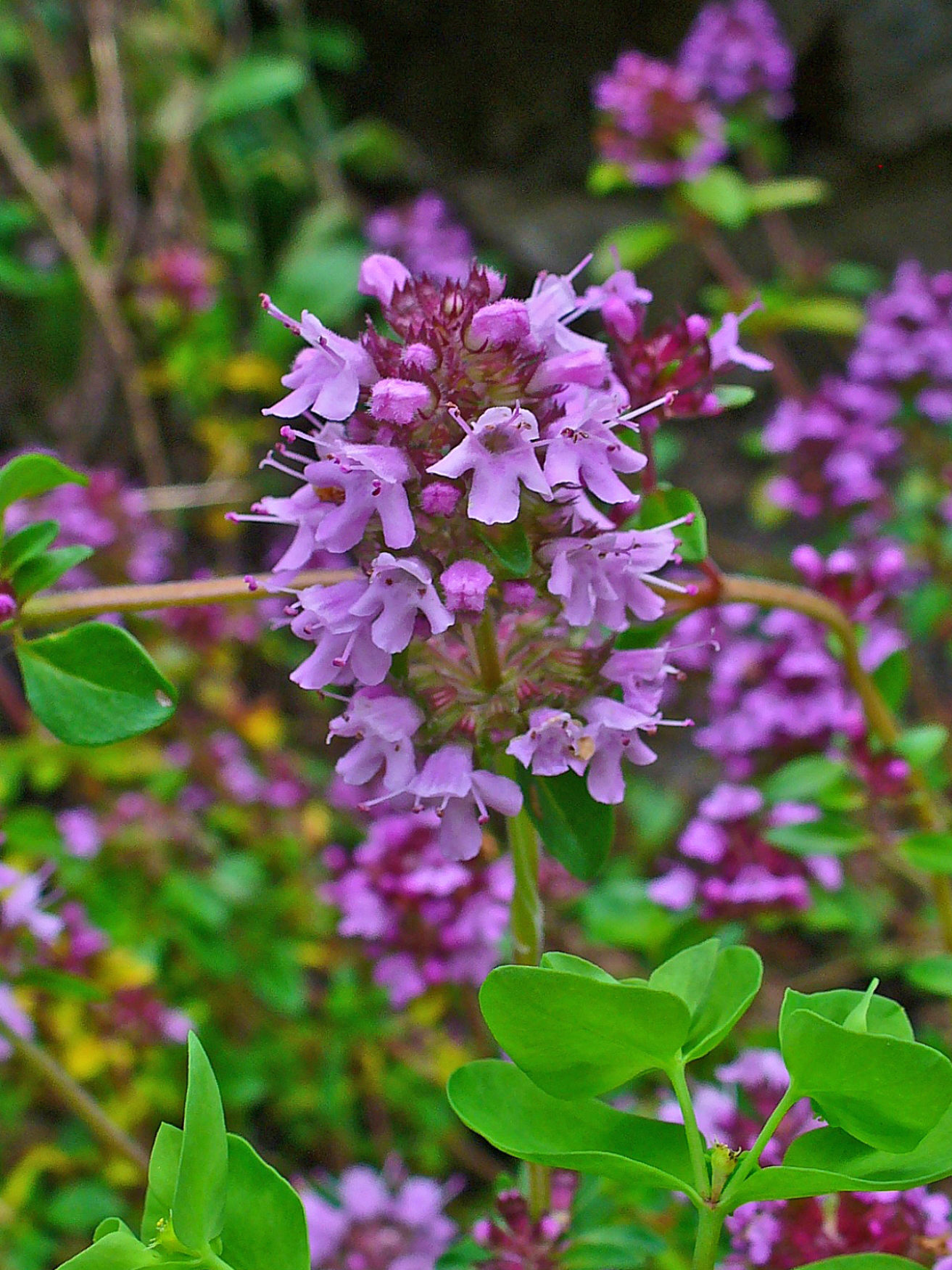
Cimbrişor (Thymus serpyllum)
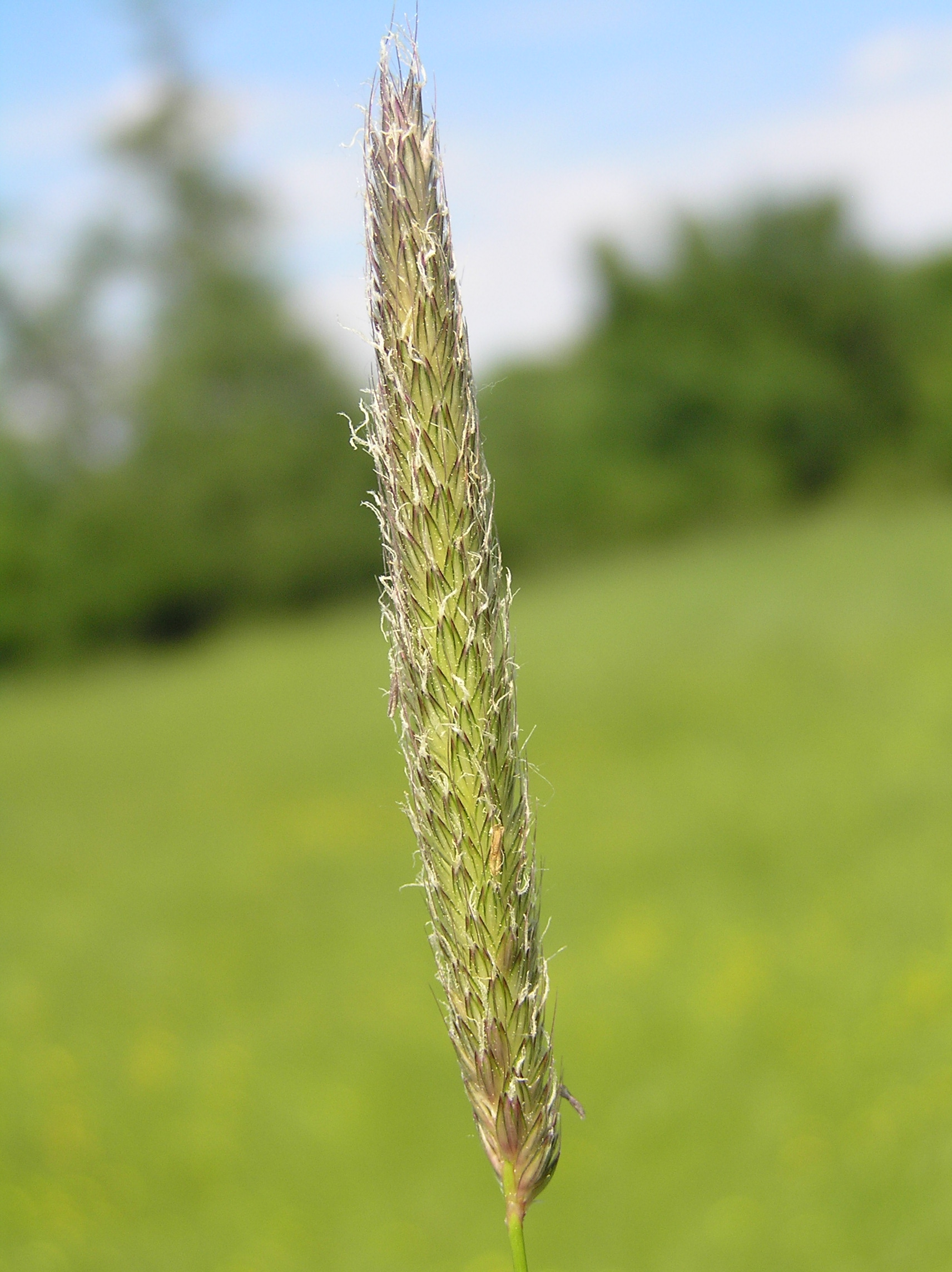
Coada vulpii (Alopecurus pratensis)